# Alburikent
Alburikent (russisch Альбурике́нт) ist eine Siedlung städtischen Typs in der Republik Dagestan (Russland) mit 12.413 Einwohnern (Stand 14. Oktober 2010).

## Geographie
Alburikent erstreckt sich etwa 3 bis 5 Kilometer Luftlinie westlich des Zentrums der dagestanischen Hauptstadt Machatschkala, gehört zu deren Stadtkreis und ist der Verwaltung des Rajons Sowetski, eines der drei Verwaltungsbezirke der Stadt, unterstellt. Die Siedlung schließt unmittelbar an die Stadt an, befindet sich nördlich und nordöstlich des Bergmassivs Tarkitau und gut 3 Kilometer vom Kaspischen Meer entfernt.

## Geschichte
Das Dorf Alburikent ist seit Ende des 19. Jahrhunderts bekannt, als dort gut 500 Kumyken lebten. In der Stalinzeit wurde 1944 wurde ein Großteil der Bewohner Alburikents und der umliegenden Dörfer in den Rajon Chassawjurt zwangsumgesiedelt, während frühere Bewohner dagestanischer Bergdörfer nach Alburikent kamen.
Ab den 1950er-Jahren kehrte ein Teil der früheren Einwohner zurück. Insbesondere ab den 1980er-Jahren dehnte sich der Ort entlang der westlichen Zufahrtsstraße nach Machatschkala erheblich aus. 1992 erhielt er den Status einer Siedlung städtischen Typs.

### Bevölkerungsentwicklung
| Jahr | Einwohner |
| ---- | --------- |
| 2002 | 6.851     |
| 2010 | 12.413    |

Anmerkung: Volkszählungsdaten

## Wirtschaft und Infrastruktur
In Alburikent gibt es landwirtschaftliche und Versorgungsbetriebe sowie Unternehmen der Bauwirtschaft. Der Ort erstreckt sich entlang der westlichen Zufahrt von der Fernstraße M29 nach Machatschkala. Ins Stadtzentrum besteht Verbindung mit Bussen und Sammeltaxis.